# Jucuapa
Jucuapa è un comune del dipartimento di Usulután, in El Salvador.